# هانوماگ سری اف
هانوماگ سری اف (انگلیسی: Hanomag F-series) مجموعه‌ای از کامیون‌های سایز متوسط است که توسط هانوماگ و سپس هانوماگ-هنشل از سال ۱۹۶۷ تا ۱۹۷۳ ساخته شد. پس از این خودرو، مرسدس-بنز تی۲ جایگزین آن شد.